# Jeg er stadig bange for Caspar Michael Petersen
Jeg er stadig bange for Caspar Michael Petersen er en dansk novellesamling skrevet af Jan Sonnergaard i 2003. Den er navngivet efter en af novellesamlingens mest markante noveller. Novellesamlingen er den tredje i Sonnergaards trilogi, der beskriver de tre samfundsklasser, som blev startet med Radiator (1997) og Sidste søndag i oktober (2001).
Novellesamlingen "Jeg er stadig bange for Caspar Michael Petersen" beskriver overklassen, og samlingen kan ses som Sonnergaards kritik af overklassen, hvilket specielt ses i "Vi skriver 1995 og det bliver bedre endnu" og titelnovellen "Jeg er stadig bange for Caspar Michael Petersen".

## Noveller
1. "Formel B"
2. "Sara"
3. "Søvngænger"
4. "Jeg er stadig bange for Caspar Michael Petersen"
5. "Bananfluerne"
6. "Farvel"
7. "Blackout"
8. "Ned til søen med Flemming og hans pumpgun"
9. "Vi skriver 1995 - og det bliver bedre endnu"
10. "Spøgelset på Ottmachauer Steig"

## Anmeldelser
- Rå hyperrealisme: De rige er ikke som du og jeg Arkiveret 21. oktober 2019 hos  Wayback Machine på sentura.dk
- Anmeldelse: JEG ER STADIG BANGE FOR CASPAR MICHAEL PETERSEN AF JAN SONNERGAARD på Litteratursiden.dk